# Rob van Dorresteijn
Rob van Dorresteijn (19 juni 1963) was Nederlands voetballer die als doelman speelde.
Hij begon zijn loopbaan bij SLTO en FC Blauw-Wit Amsterdam. Op 15-jarige leeftijd speelde hij bij jeugdplan Nederland. Op 17-jarige leeftijd debuteerde hij in het eerste van SEC in Soest, 4e klasse Zondag. Hierna vertrok hij naar FC Utrecht, dat hij na een jaar verliet voor de SC Amersfoort. In datzelfde jaar ging Amersfoort failliet en verhuisde hij naar NAC Breda om daar het seizoen op de reservebank af te maken. Na NAC ging hij naar Sparta Nijkerk om vervolgens naar FC Wageningen te vertrekken. In 1986 keerde hij terug bij Sparta Nijkerk om vervolgens kampioen te worden en promoveerde Sparta naar de hoogste klasse op zaterdag. In seizoen 1988 raakte hij dusdanig zwaar geblesseerd dat de keepersloopbaan ten einde was. 